# Бежка (деревня)
Бежка — деревня в городском округе город Тула Тульской области в составе Пролетарского территориального округа.

## География
Находится в центральной части Тульской области у восточной окраины города Тула.

## История
Деревня была известна еще в XIX веке. В 1926 году здесь было учтено 30 дворов, в конце 1930-х годов — 26. До 2014 года входила в Шатское сельское поселение Ленинского района до их упразднения.

## Население
Постоянное население составляло 192 человека (1926 год), 89 (русские 99 %) в 2002 году, 7 в 2010.